# James B. A. Robertson

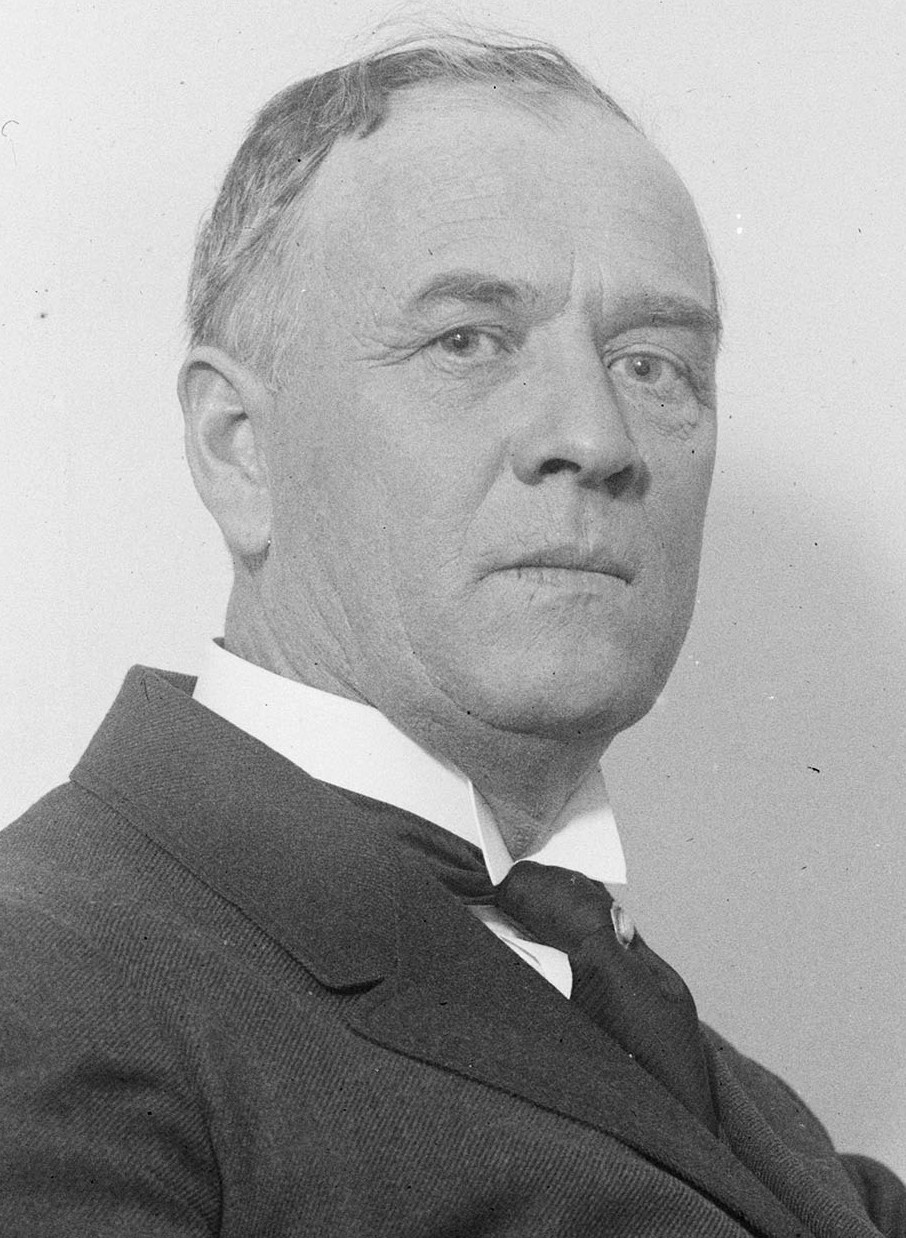
James B. A. Robertson (1920)

James Brooks Ayers Robertson (* 15. März 1871 im Keokuk County, Iowa; † 7. März 1938 in Oklahoma City, Oklahoma) war ein US-amerikanischer Politiker und von 1919 bis 1923 der vierte Gouverneur des Bundesstaates Oklahoma.

## Frühe Jahre und politischer Aufstieg
James Robertson besuchte die örtlichen Schulen seiner Heimat. Danach wurde er selbst Lehrer. Im Jahr 1893 zog er von Iowa in das Oklahoma-Territorium. Auch dort war er zunächst als Lehrer tätig. Nebenbei studierte er Jura und im Jahr 1898 wurde er als Anwalt zugelassen.
Zwischen 1900 und 1902 war Robertson Bezirksstaatsanwalt im Lincoln County. Danach war er als Rechtsanwalt tätig. Er war Mitglied der Demokratischen Partei und Delegierter auf deren Bundesparteitagen in den Jahren 1908 und 1920. In den Jahren 1909 und 1910 war er Richter im 10. Gerichtsbezirk von Oklahoma. Im Jahr 1914 bewarb er sich erfolglos für das Amt des Gouverneurs. Vier Jahre später schaffte er es dann doch, zum neuen Gouverneur seines Staates gewählt zu werden, wobei er sich mit 54:43 Prozent der Stimmen gegen den Republikaner Horace G. McKeever durchsetzte.

## Gouverneur von Oklahoma
Robertson trat sein neues Amt am 13. Januar 1919 an. In seiner Amtszeit wurde der Ausbau des Straßennetzes vorangetrieben. Damals entstanden 1300 Meilen neuer Fernstraßen. In dieser Zeit wurden der 18. und 19. Zusatz zur US-Verfassung ratifiziert, die das Prohibitionsgesetz und das Frauenwahlrecht gesetzlich verankerten. Damals erstarkte auch in Oklahoma der Ku-Klux-Klan wieder. In Tulsa kam es zu Rassenunruhen; einen Streik der Bergleute im Kohlebergbau ließ der Gouverneur mit Hilfe der Nationalgarde niederschlagen. Im Jahr 1922 wurde Robertson wegen Bestechung angeklagt, aber von einem Gericht freigesprochen.

## Weiterer Lebenslauf
Nach dem Ende seiner Gouverneurszeit war er wieder als Anwalt tätig. Im Jahr 1930 bewarb er sich noch einmal erfolglos für das Amt des Gouverneurs. 1932 war er einer der Wahlmänner für Franklin D. Roosevelt und zwischen 1935 und 1938 war er Berater einer Regierungskommission des Staates Oklahoma. James Robertson starb im März 1938. Er war zweimal verheiratet und hatte zwei Kinder.